# فريدريش هوند
فريدريش هوند (بالألمانية: Friedrich Hund) (و. 1896 – 1997 م) هو عالم فيزيائي، وأستاذ جامعي، وكاتب غير روائي من ألمانيا، ولد في كارلسروه. كان عضواً في الأكاديمية البروسية للعلوم .
توفي في غوتينغن، عن عمر يناهز 101 عاماً.

## مناصب وهيئات
أدار جامعة غوته في فرانكفورت، وجامعة غوتنغن، وجامعة لايبتزغ، وجامعة ينا.

## جوائز
حصل على جوائز منها:
- ميدالية ماكس بلانك (1943)
- الجائزة الوطنية لجمهورية ألمانيا الديمقراطية
- صليب القائد لنيشان استحقاق جمهورية ألمانيا الاتحادية.

## روابط خارجية
- فريدريش هوند على موقع الموسوعة البريطانية (الإنجليزية)
- فريدريش هوند على موقع مونزينجر (الألمانية)
- فريدريش هوند على موقع إن إن دي بي (الإنجليزية)